# Edmund Lockyer
Edmund Lockyer (Plymouth, 21 januari 1784 -  10 juni 1860) was een Brits militair en ontdekkingsreiziger in Australië. Majoor Lockyer was de man die het westen van het Australische continent, de latere deelstaat West-Australië, formeel voor het Britse Rijk opeiste.

## Vroege leven
Lockyer was de zoon van Thomas Lockyer, een zeilmaker, en Ann Grose. In juni 1803 werd hij 'Ensign' bij het 19e 'Regiment of Foot'. Begin 1805 werd hij tot luitenant en in augustus 1805 tot kapitein bevorderd. Lockyer huwde de weduwe Dorothea Agatha Young (geboren de Ly), op 12 augustus 1806 in Galle in Ceylon. Young stierf op 13 september 1816 in Ceylon en Lockyer hertrouwde op 6 oktober dat jaar met Sarah Morris. Hij werd in augustus 1819 tot majoor bevorderd. Vijf jaar later, in augustus 1824, werd Lockyer naar het 57e regiment overgeplaatst. Tot dan had hij in Engeland, Ierland, Indië en Ceylon gediend. In april 1825 werd hij met een detachement van het 57e regiment aan boord van de Royal Charlotte naar Sydney gezonden. Zijn echtgenote en tien kinderen vergezelden hem.

## Australië
In augustus 1825 werd Lockyer door Thomas Brisbane, de gouverneur van New South Wales, opgedragen om de bovenloop van de rivier de Brisbane te verkennen. Hij vertrok op 1 september vanuit Sydney met de kotter Mermaid en arriveerde op 7 september in Brisbane. Lockyer verkende de rivier met behulp van John Finnegan. Finnegan had reeds aan een eerdere verkenning door John Oxley deelgenomen. Met een kleine boot verkenden ze de rivier tot 241 kilometer stroomopwaarts, twee maal zo ver als Oxley de rivier was opgevaren. Lockyer ontdekte onder meer de 'Lockyer Creek', de rivier de Stanley en een steenkoolafzetting waar enkele jaren later Ipswich zou worden gesticht. Op 16 oktober 1825 keerde Lockyer met een lading hout terug naar Sydney.
Omdat gevreesd werd dat de Fransen het westen van het continent in het bezit wilden nemen, droeg New South Wales' nieuwe gouverneur, Ralph Darling, in maart 1826 Lockyer op om een militaire post aan de King George Sound te vestigen. Lockyer arriveerde op 25 december 1826 met de brik Amity in de King George Sound. Aan boord waren luitenant Festing, 23 gevangenen en een twintigtal soldaten van het 39e regiment onder leiding van kapitein Wakefield. Bij een eerste verkenning werd iemand bij een aanval van Aborigines door een speer gewond maar het slachtoffer overleefde. Op 10 januari 1827 - er waren toen reeds enkele gebouwen recht gezet, een moestuin aangelegd en grote hoeveelheden vis gevangen - arriveerden een groep zeehondenjagers in de baai. Lockyer arresteerde er twee omdat hij bewijzen had dat ze de gewelddaden tegen de Aborigines hadden gepleegd die tot de aanval op zijn mannen had geleid. Van de zeehondenjagers kwam hij ook te weten dat Dumont d'Urville de baai reeds in november had bezocht.
Op 21 januari 1827 hees Lockyer de Union Jack, zoals voorgeschreven door Lord Bathurst, de 'Secretary of State for War and the Colonies' ("Staatssecretaris van Oorlog en Koloniën"), en vuurde enkele geweerschoten af, om zo het westelijke deel van Nieuw-Holland officieel op te eisen. Op 12 januari 1827 wilde Lockyer met nog vijf anderen over land naar de rivier de Swan trekken. Het regende echter hard en een van de soldaten werd ziek. De schoener Isabella arriveerde in de baai. Ze bracht het nieuws dat James Stirling de Swan reeds had verkend, en de instructie dat Lockyer naar Sydney diende terug te keren. Kapitein Wakefield kreeg het bevel over de militaire post en op 3 april zeilde Lockyer in de Succes naar Sydney.
Lockyer besloot om zich in de kolonie te vestigen en verkocht zijn commissie. Er werd hem 10 km² grond toegekend en hij noemde zijn eigendom Lockyersleigh. Tegen 1837 had hij nog bijna 15 km² aan zijn eigendom toegevoegd en tegen 1853 was Lockyersleigh bijna 50 km² groot. Er werd ijzererts op zijn eigendom gevonden en gedolven. Door een goldrush was er echter een tekort aan arbeidskrachten waardoor het delven van het ijzererts werd gestaakt. In 1828 werd Lockyer door gouverneur Darling tot 'Surveyor of Roads and Bridges' ("landmeter van wegen en bruggen") aangeduid. Het ambt werd een jaar later echter afgeschaft. Lockyer werd vervolgens tot politiemagistraat van Parramatta benoemd. In 1852 werd hij tot 'serjeant-at-arms' aan het 'New South Wales Legislative Council' benoemd en op 16 mei 1856 werd hij de eerste 'Usher of the Black Rod'.
Op 11 juli 1853 stierf Lockyers tweede echtgenote. Hij hertrouwde op 18 november 1854 met Eliza Colston.

## Nalatenschap
Lockyer stierf op 10 juni 1860 in zijn huis, 'York House', in Woolloomooloo. Hij liet zijn derde echtgenote, een zoon uit zijn eerste huwelijk, negen kinderen uit zijn tweede huwelijk en drie kinderen uit zijn derde huwelijk achter. Lockyer werd in Sydney op 'Camperdown Cemetery' begraven. Op zijn graftombe staat "Founder of Western Australia".
Een wijk in Albany werd naar Lockyer vernoemd. 'Lockyer Creek', 'Lockyer Valley' en 'Lockyer Valley Region' in Queensland werden naar hem vernoemd. Hij werd tijdens Albany's eeuwviering geëerd en op de brochure als haar stichter vermeld.

## Galerij

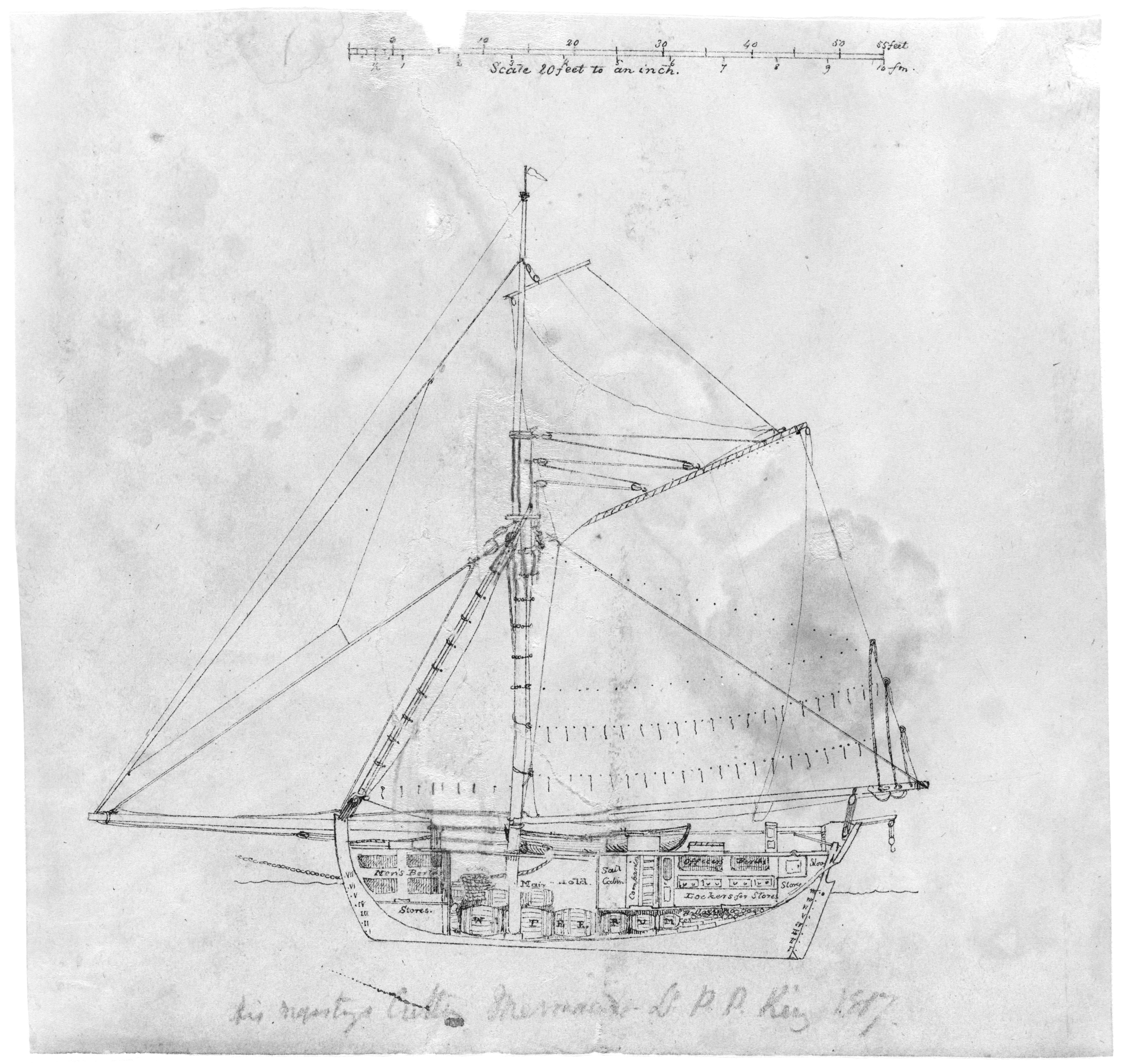
De kotter Mermaid
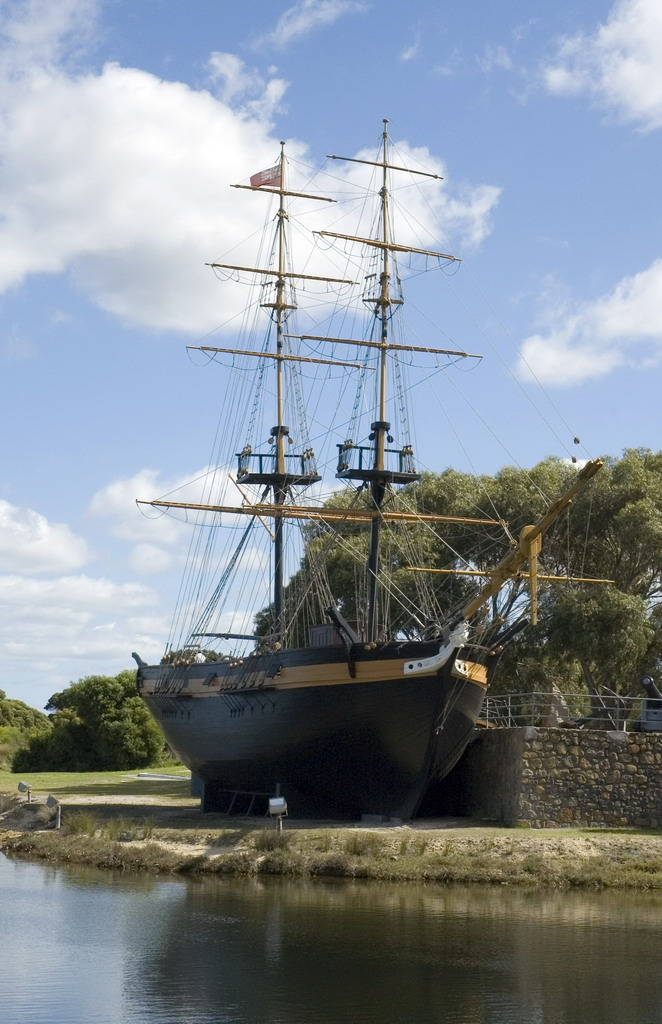
Replica van de brik Amity
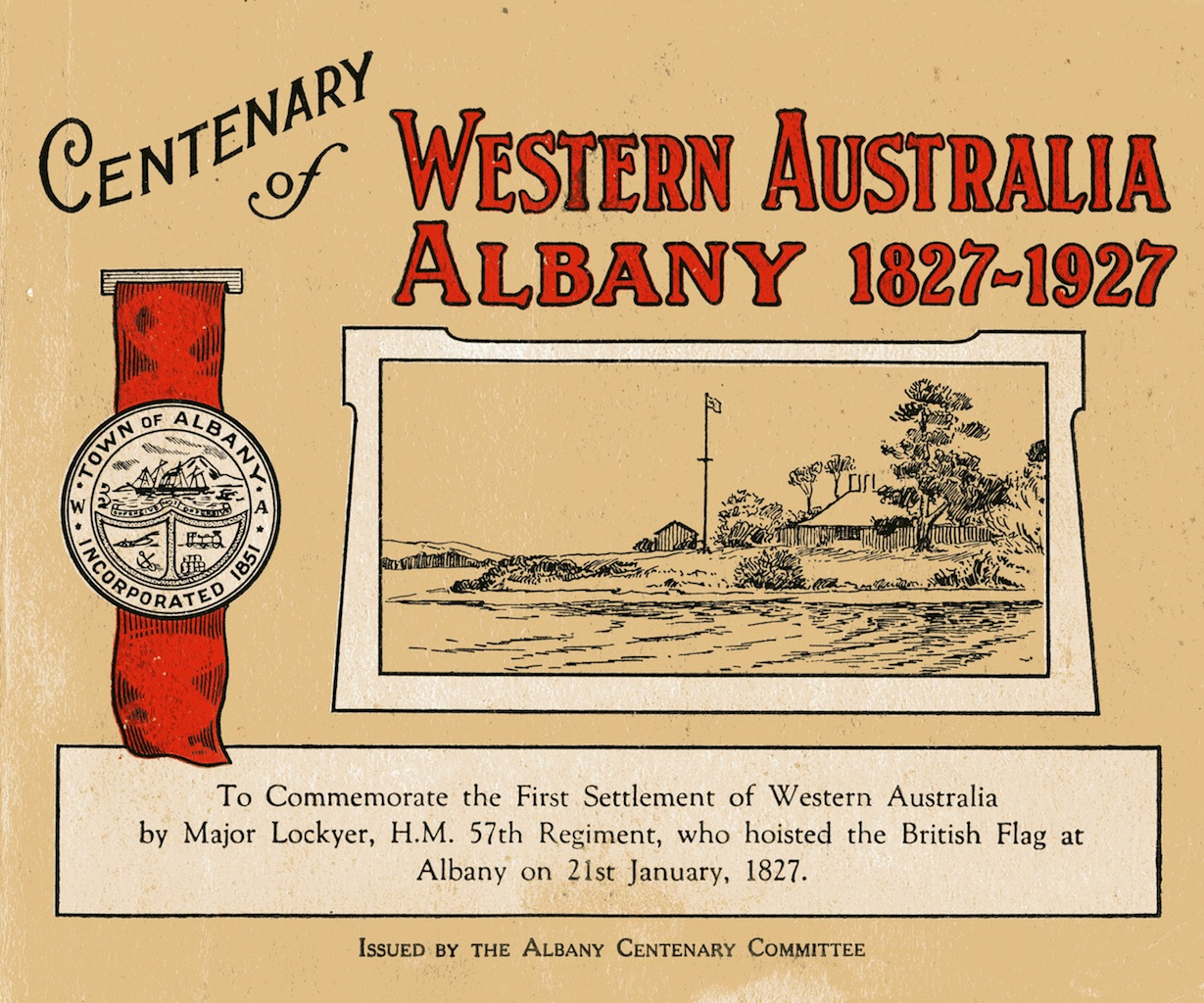
Brochure Albany's eeuwviering